# Smilka tuhá
Smilka tuhá (Nardus stricta) je druh rostliny z čeledi lipnicovité, tedy trávy, a jediný druh rodu smilka.

## Popis
Je to výrazně trsnatá tráva, její stébla dorůstají výšek zpravidla 10–50 cm. Čepele listů jsou svinuté, asi 0,5 mm široké, na vnější straně listu se při bázi čepele nachází jazýček, asi 2 mm dlouhý. Velmi redukované květy jsou v kláscích, které tvoří jednoduchý klas, většinou jednostranný, s klásky ve dvou řadách. Klásky jsou zboku smáčklé, jednokvěté. Plevy jsou velmi zakrnělé, nestejné, někdy přítomna jen jedna. Pluchy jsou osinaté, osina není kolénkatá. Plušky jsou dvoužilné, bez osin. Opylení se děje pomocí větru, plody se tvoří též apomikticky. Plodem je obilka, která je okoralá. Vegetativně se šíří též rozrůstáním pomocí výběžků v typických hustých řadách.

## Ekologie a rozšíření
Smilka tuhá je běžný druh nízkých, živinami chudých kyselých trávníků od pahorkatin po nejvyšší horské polohy. Roste hlavně v tzv. smilkových trávnících, ať už suchých či zamokřených až mírně zrašelinělých (svazy: Violion caninae, Nardo-Agrostion tenuis, Nardo-Juncion squarrosi) a v subalpínských zapojených trávnících (sv. Nardion). Někdy může tvořit i téměř monodominantní porosty a může se zde chovat jako expanzívní druh. V úrodných nížinách, teplých oblastech a v oblasti vápenců často i na rozsáhlých územích chybí.
Celkový areál zahrnuje především Evropu, dále roste v západní a Střední Asii až po Sibiř, v horách severní Afriky, též v Makaronésii a některých oblastech Ameriky.